# تولید بریلیم

## تولید بریلیوم

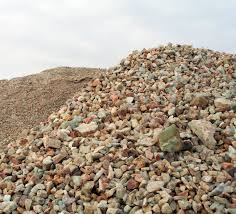
معدن سنگ بریل

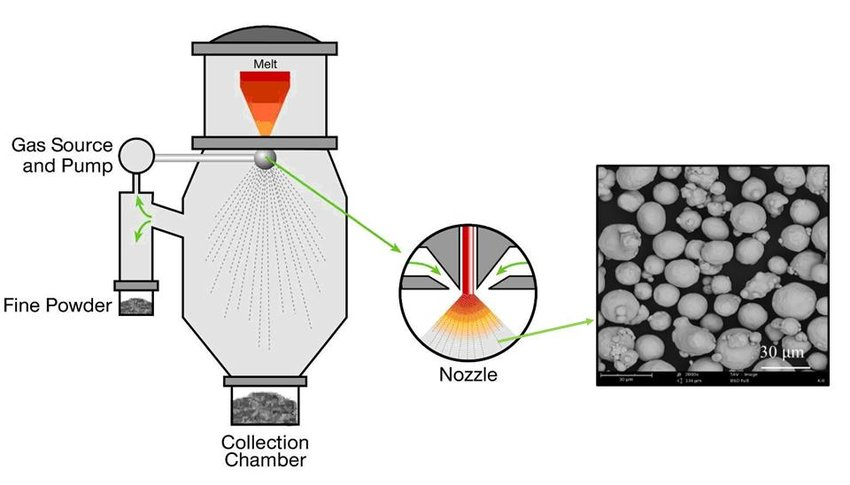
اتمیزه کردن بریلیم برای متالورژی پودر در بریلیم

مقدار بریلیم در سطح زمین در حدود 4 تا 6 پی پی ام تخمین زده‌شده‌است.
بریلیوم ازنظر فراوانی در طبیعت بین اورانیوم و توریم قرار می‌گیرد
حدود 45 ماده معدنی حاوی بریلیوم شناسایی‌شده‌اند. از این مواد، مواد معدنی حاوی بریلیوم قابل‌استخراج عبارت‌اند از:
بریل (به انگلیسی: Beril) 
(3BeO ∙ A12O3 ∙ 6SiO2)
برتراندیت (به انگلیسی: Bertrandite)
(4BeO ∙ 2SiO2 ∙ H2O)
فناسیت (به انگلیسی: Phenacite)
(2 BeO ∙ Si02)
کریزوبریل (به انگلیسی: Chrysoberyl)
(BeO ∙ Al2O3)
کسر کوچکی از بریلیوم از بریل آلومینیوم برلیوم سیلاستیلیکات (Be3Al2(SiO3)6)، یک محصول جانبی در معادن سنگ معدن سنگ‌های قیمتی کوچک در برزیل، آرژانتین و سایر کشورهای آمریکای جنوبی است.
این ماده حاوی بین 3  تا 5 درصد  بریلیم است، اما از برتریاندیت (Be4Si2O7(OH)2) هیدروکسید بورسیل بورسیلیکات بسیار سخت‌تر است و بنابراین برای استخراج بریلیوم بسیار سخت است.

### فرایند استخراج (از برتراندیت)
1- سنگ معدن برای تولید دوغاب خرد می‌گردد.
2- دوغاب با اسیدسولفوریک در دماهای نزدیک نقطه‌جوش حل می‌شود.
3- محلول آبی که حاوی سولفات بریلیوم حل‌شده‌است، از مواد جامد توسط ضد عملیات قوام دهنده دکانتور فعلی جدا می‌شود. این محلول حاوی 0.4 تا 0.7 گرم در لیتر بریلیم، 4 تا 7 گرم در لیتر آلومینیم، 3 تا 5 گرم در لیتر منیزیم و 1.5 گرم در لیتر آهن و سایر ناخالصی‌ها است.
4- کنسانتره بریلیوم از محلول اشباع با استفاده از فرایند استخراج حلال ضد جریان با استفاده از اسید دی-2-اتیل هگزیل فسفریک در نفت سفید به‌عنوان استخراج آلاینده تولید می‌شود. رافینیت حاصل از این عملیات شامل بیشترین آلومینیوم و تمام منیزیم موجود در محلول اشباع اصلی است.
5- فاز آلی به وجود آمده شده از محتوای بریلیم خود با کربنات آمونیوم آبی حذف‌شده‌است.
6- محلول نوار تا دمای 70 درجه سانتی‌گراد حرارت داده می‌شود و آهن و آلومینیوم استخراج‌شده را که با تصفیه حذف می‌شود، رسوب می‌دهد.
7- با گرمایش محلول تا 95 درجه سانتی‌گراد کمی کربنات اولیه بریلیم رسوب می‌کند(2BeCO3∙Be(OH)2)
8- پس از فیلتر کردن و دفع شدن در آب دیونیزه شده، حرارت دادن بیشتر به 165 درجه سانتی‌گراد باعث تولید محصول هیدروکسید بریلیم می‌شود.

### استخراج از بریل
به علت ساختار بیریل، سنگ معدن آن در برابر فشار اسیدی در فشار اتمسفر و از دمای متوسط تا نقطه جوشش بسیار مقاوم است.
فرایند استخراج (از بریل)
برخلاف برانتانیت، ساختار سیلیکاتی بریل در اسید حل نمی‌شود. بریلیوم با استفاده از سینتر کردن یا ذوب کردن به‌صورت یک ماده قابل‌حل، استخراج می‌شود.

#### فرایند سینتر کردن
1- فرایند سینتر کردن شامل مخلوط کردن بریل با سدیم فلورسیلیکات و سودا در دمای 770 درجه سانتی‌گراد برای تشکیل فلوئور بوریلات سدیم، اکسید آلومینیوم و دی‌اکسید سیلیکون است.
2- هیدروکسید بریلیم از محلول سدیم فلورایبریلات و هیدروکسید سدیم در آب رسوب می‌شود
روش ذوب
1- استخراج با استفاده از روش ذوب شامل آسیاب کردن بریلیم به یک پودر و حرارت دادن آن به 1650 درجه سانتی‌گراد است.
2- برای تخریب ساختار سیلیکات اصلی، ماده مذاب به‌وسیله آب به‌سرعت سرد می‌شود. 
3- پس‌ازآن در اسید سولفوریک غلیظ 250 تا 300 درجه سانتی‌گراد دوباره گرم می‌شود، که دارای سولفات بریلیم و سولفات آلومینیوم است.
4- سپس آمونیاک آبی برای حذف آلومینیوم و گوگرد استفاده می‌شود و هیدروکسید بریلیوم باقی می‌ماند.

#### خالص کردن مذاب بریل فریت
برای بازیابی بریلیم از کریستال‌های بریل، ابتدا باید کریستال‌ها را از بین ببرند، زیرا بریلیوم به‌شدت در شبکه بلوری بریل محدودشده‌است.
بریل در دمای 1700 درجه سانتی‌گراد در یک کوره ذوب می‌شود و سپس به‌سرعت در آب سرد می‌شود برای شکسته شدن شبکه کریستالی و تبدیل ذرات بریلیم به یک فریت و مواد غیر بریلیمی به‌عنوان سرباره حذف شود. فریت در دمای 1000 درجه سانتی‌گراد در یک کوره دوار گرم می‌شود، در یک آسیاب به همراه توپ قرار داده‌شده و با بخار و اسید سولفوریک در دمای 325 درجه سانتی‌گراد در یک درام دوار قرار می‌گیرد تا بریلیم حل شود.

#### تولید بریلیم اکسید (BeO)
بریل معدنی [Be3Al2(SiO3)6] با هگزافلوئورسیلیکات سدیم (Na2SiF6) در دمای 700 درجه سانتی‌گراد مخلوط می‌شوند تا هیدروکسید بریلیم را تشکیل شود.
هیدروکسید بریلیم معمولاً برای ساخت  آلیاژهای بریلیوم مس، سرامیک بریلیا و تولید فلز بریلیوم خالص است.
اکسید بوریل (BeO) یک پودر سفید با نقطه ذوب 2530 درجه سانتی‌گراد است.
اکسید بریلیم (BeO)، همچنین به‌عنوان بریلیا شناخته می‌شود، یک ترکیب معدنی با فرمول BeO است. این جامد بی‌رنگ یک عایق الکتریکی بسیار خوب است که هدایت حرارتی بالاتری نسبت به سایر مواد غیرفلزی به‌جز الماس دارد و در واقع بیشتر از اکثر فلزات است. اکسید بریلیم به‌عنوان یک جامد بی‌رنگ، سفید است. نقطه ذوب بالا آن منجر به استفاده از آن به‌عنوان یک نسوز می‌شود.

#### تولید بریلیم کلرید (BeCl2)
بوریلیم هیدروکسید Be(OH)2 با استفاده از روش سینتر کردن یا ذوب کردن اکسید بریلیم (BeO) به کلرید بریلیوم (BeCl2) تبدیل می‌شود. (با گرم کردن بریلیوم هیدروکسید، اکسید و کلرید بریلیوم با  ترکیب کردن کربن و کلر تشکیل می‌شود)
کلرید بریلیوم (BeCl2) یک پودر سفید و یا زرد کم‌رنگ است و دارای دمای ذوب 399 درجه سانتی‌گراد و نقطه‌جوش 482 درجه سانتی‌گراد است.

#### تولید بریلم فلورید (BeF2)
فلوراید بریلیوم نمی‌تواند به‌طور مستقیم توسط یک مسیر آبی آماده شود.
هیدروکسید بریلیم خالص از کارخانه استخراج در محلول آمفیزم بفلوراید حل می‌شود.
Be(OH)2 + 2 (NH4)HF2 → (NH4)2BeF4 + 2 H2O
سپس توسط رسوب‌سازی خالص می‌شود و آمونیوم فلوئوربریلات [(NH4)2BeF4 ]  تشکیل می‌شود.
این نمک به‌صورت فلوراید بریلیوم در حدود 900 تا 1000 درجه سانتی‌گراد تجزیه می‌شود و نتیجه آن گاز NH4  و BeF2 مذاب است که در حوض‌های کوچک ریخته می‌شود.
(NH4)2BeF4 → 2 NH3 + 2 HF + BeF2
فلوراید بریلیوم (BeF2) یک جامد شیشه‌ای است که دارای نقطه  ذوب 545 درجه سانتی‌گراد است.BeF2  بسیار محلول در آب است.
دو روش برای خالص کردن بریلیم وجود دارد.
1- جریان الکتریسیته (Electro winning) برای تشکیل بریلیم و کلرید که خلوص بالا و درجه حرارت پایین ازجمله ویژگی‌های این فرایند است.
BeCl2 + electric current → Be + Cl2
BeF2 + electric current → Be + F2
واکنش با منیزیم در دماهای بالا (1300 درجه سانتی‌گراد) که بریلیم را جداسازی می‌کند و همچنین منیزیم کلرید را تشکیل می‌دهد. 
BeF2 + Mg → MgF2 + Be
BeCl2 + Mg → MgCl2 + Be
این عنصر را می‌توان با ذوب شدن در خلأ خالص کرد
گام نهایی برای سنگریزه بریلیم، ریخته‌گری در خلأ برای حذف سرباره باقی‌مانده و فلز منیزیم است.

#### شمش بریلیم به پودر
فلز استخراج‌شده از مواد معدنی بریل یا برتریاندیت در خلأ ذوب‌شده 
شمش‌های کوچک، از طریق ضربه زدن با سنگ‌های بزرگ و یا قرار گرفتن در معرض گاز بی‌اثر شده تبدیل به پودر بریلیم می‌شود

#### تثبیت پودر بریلیم
پودرها معمولاً توسط فشار دادن ایزو استاتیک گرم (HIP) و بیلت‌های حاصل دارای خواصی هستند که بیشتر از ایزوتروپیک هستند،
خواص کششی بستگی به سطوح به‌دست‌آمده BeO (معمولاً 1 تا 2٪) و ناخالصی (آهن، آلومینیوم و سیلیکون) و انعطاف‌پذیر معمولاً 3 تا 5 درصد است. پس از تهیه بیلت‌ها می‌توان از طریق جوش، نورد به ورق و یا اکسترود کردن برای تولید نوار یا لوله، کار سختی انجام داد.
فشرده‌سازی گرم‌کن فشرده (HIP)
HIP فشارهای ایزوستاتیک را به مواد با فشار گاز اعمال می‌کنند، درحالی‌که فشار گرم تنها فشار یکنواخت ایجاد می‌کند. در مقایسه با فشار دادن گرم، HIP می‌تواند شکل‌های مادی را که از فشار اول پس از فشار زیاد متفاوت نیست، فراهم کند. یک ماده حتی پس از تغییر شکل آن می‌تواند شکل اولیه خود را حفظ کند و با پردازش محصولات محدود خواهد شد.
مزایای خاصی از پودر بریلیم HIP در مقایسه با پرس گرم داغ خلأ به شرح زیر است.
(1) تولید اشکال پیچیده به شکل نزدیک به خالص.
(2) تولید مواد در تراکم کامل.
(3) تولید مواد با خواص مکانیکی معادل یا بهبودیافته 
(4) تولید مواد با بافت تقریباً تصادفی 
(crystallographic (5 چرخه فشرده را کاهش داده و بهره‌وری را با تجهیزات به‌اندازه کافی افزایش می‌دهد